# Doppel-b

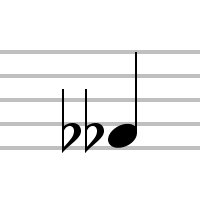
Doppel-b

Das Doppel-b oder Doppel-Be () bezeichnet in der Musik die Erniedrigung eines Stammtones um zwei chromatische Halbtöne. Das Zeichen besteht aus zwei eng zusammengeschriebenen einfachen ♭. Es wird entweder auf eine Zeile oder einen Zwischenraum des Notensystems geschrieben und alteriert den auf dieser Tonhöhe stehenden Ton. Steht der zu erniedrigende Ton auf einer Hilfslinie, wird das Doppel-Be vor die Hilfslinie gesetzt.
Zur Benennung des alterierten Tons wird an den Tonnamen des Stammtons die Endung -eses angehängt. Ausnahmen: E wird zu Eses, A wird zu Asas oder Ases. H hingegen wird zu Heses, nicht etwa zu Bes.
Das Symbol wird als Versetzungszeichen verwendet und gilt nur in dem Takt, in dem es notiert ist, und nur im notierten Oktavbereich. Im Gegensatz zum einfachen ♭ steht es nie als Vorzeichen.
Beispielsweise betrachte man folgende Reihe von absteigenden Terzen: c1 – as – fes, der nächste Ton in der Reihe wäre dann deses. In reinen Terzen hätten diese Töne folgende Verhältnisse: 1/1, 4/5, 16/25 und 64/125.
Somit hätte deses1 in der mitteltönigen Stimmung ein Verhältnis von 128/125 zu c1. Bei einer Frequenz von c1= 261,626 Hz entspricht deses1 dann 267,905024 Hz.

## Darstellung in Computersystemen
Im internationalen Zeichenkodierungssystem Unicode liegt das 𝄫 auf Position:
- U+1D12B

wird jedoch nicht auf allen Computersystemen korrekt dargestellt.
In LaTeX – genauer den Varianten LuaLaTeX und XeLaTeX, die beide in der Lage sind, OpenType-Schriftarten zu verwenden – kann das Zeichen mit dem Paket lilyglyphs durch die Syntax \flatflat eingegeben werden.